# 津田沼
津田沼（つだぬま）は、千葉県習志野市の町丁および地域名である。千葉県内では千葉中央、船橋、柏などと並ぶ繁華街を形成している。

## 概要
習志野市が町村合併によって成立した際、中核となった前身自治体が当時の千葉郡津田沼町で、今日習志野市の津田沼地区（旧久々田村）にその名を残す。ちなみに「千葉県習志野市津田沼」の現行行政地名は津田沼一丁目から津田沼七丁目、郵便番号は275-0016である。
しかし、単に「津田沼」と呼称した場合、同駅北口商店街の一部を構成する船橋市前原地区や南口の谷津・奏の杜地区を含んだ「津田沼駅周辺の地域」を指すことが多く、最寄駅が津田沼駅になるか、それしかない船橋市の三山から習志野、習志野市東習志野にかけた京成バス三山車庫バス停が最寄になる一帯にまで「津田沼」の名称が付いたマンション群が存在し、同様に、袖ヶ浦、鷺沼、秋津、芝園などにも「津田沼」の名称が付いたものがいくつか存在し、前述の地域も一部が広義の「津田沼」になることがある。また、津田沼自体が習志野市のかなり北に位置し、ほとんどどが船橋市との市境近くに属しており、同市と共存している箇所も存在しているため、「津田沼」と呼ばれる全域が習志野市に属しているとは限らず、その中に船橋市に属している部分が多分に含まれている。

## 行政区画の変遷
- 1889年（明治22年）4月1日 - 町村制施行にともなう明治の大合併により、千葉郡北西部の谷津村・久々田村・鷺沼村・藤崎村・大久保新田が合併して千葉郡津田沼村が発足（谷「津」・久々「田」・鷺「沼」の合成地名[4]）。旧村の区域により、谷津・久々田・鷺沼・藤崎・大久保の各大字を編成する。
- 1903年（明治36年）6月3日 - 町制を施行し、千葉郡津田沼町となる。
- 1954年（昭和29年）8月1日 - 同年7月6日に千葉市へ編入された旧千葉郡幕張町の区域のうち実籾・愛宕・安生津・長作・天戸および馬加（まくわり）のうち屋敷台を編入。千葉郡習志野町と改称し、即日市制を施行して習志野市となる。その際、従来の大字久々田の区域を以って津田沼を編成する。
- 1970年（昭和45年） - 津田沼八丁目の一部が藤崎二丁目および鷺沼台一丁目に編入される[5]。
- 1975年（昭和50年） - 津田沼三丁目の一部が鷺沼二丁目に編入される[5]。
- 1977年（昭和52年） - 町域の再編が実施される[5]。

### 町名の変遷

#### 市制施行時
市制施行に伴い、以下の通り、大字久々田の全部および大字谷津の一部をもって津田沼が成立した。
| 変更後               | 変更前                       | 変更前                       | 変更日                   |
| 町丁                 | 町・字（特記なければ各一部） | 町・字（特記なければ各一部） | 変更日                   |
| 町丁                 | 大字                         | 小字                         | 変更日                   |
| -------------------- | ---------------------------- | ---------------------------- | ------------------------ |
| 津田沼一丁目（新設） | 大字久々田                   | 字西中荒子（全部）           | 1954年（昭和29年）8月1日 |
| 津田沼一丁目（新設） | 大字久々田                   | 字東中荒子                   | 1954年（昭和29年）8月1日 |
| 津田沼一丁目（新設） | 大字久々田                   | 字南三十町野（全部）         | 1954年（昭和29年）8月1日 |
| 津田沼一丁目（新設） | 大字久々田                   | 字三十町野（全部）           | 1954年（昭和29年）8月1日 |
| 津田沼一丁目（新設） | 大字久々田                   | 字小原（全部）               | 1954年（昭和29年）8月1日 |
| 津田沼一丁目（新設） | 大字谷津                     | 字三十町野西                 | 1954年（昭和29年）8月1日 |
| 津田沼二丁目（新設） | 大字久々田                   | 字込ノ内                     | 1954年（昭和29年）8月1日 |
| 津田沼二丁目（新設） | 大字久々田                   | 字上ノ台                     | 1954年（昭和29年）8月1日 |
| 津田沼二丁目（新設） | 大字久々田                   | 字堀込（全部）               | 1954年（昭和29年）8月1日 |
| 津田沼二丁目（新設） | 大字久々田                   | 字十二縄                     | 1954年（昭和29年）8月1日 |
| 津田沼二丁目（新設） | 大字久々田                   | 字原堀込                     | 1954年（昭和29年）8月1日 |
| 津田沼三丁目（新設） | 大字久々田                   | 字上ノ台                     | 1954年（昭和29年）8月1日 |
| 津田沼三丁目（新設） | 大字久々田                   | 字東宮ノ腰                   | 1954年（昭和29年）8月1日 |
| 津田沼三丁目（新設） | 大字久々田                   | 字西宮ノ腰                   | 1954年（昭和29年）8月1日 |
| 津田沼三丁目（新設） | 大字久々田                   | 字伊保田                     | 1954年（昭和29年）8月1日 |
| 津田沼三丁目（新設） | 大字久々田                   | 字本郷                       | 1954年（昭和29年）8月1日 |
| 津田沼三丁目（新設） | 大字久々田                   | 字前田                       | 1954年（昭和29年）8月1日 |
| 津田沼四丁目（新設） | 大字久々田                   | 字西大作                     | 1954年（昭和29年）8月1日 |
| 津田沼四丁目（新設） | 大字久々田                   | 字東大作                     | 1954年（昭和29年）8月1日 |
| 津田沼四丁目（新設） | 大字久々田                   | 字込ノ内                     | 1954年（昭和29年）8月1日 |
| 津田沼四丁目（新設） | 大字久々田                   | 字上ノ台                     | 1954年（昭和29年）8月1日 |
| 津田沼四丁目（新設） | 大字久々田                   | 字西宮ノ腰                   | 1954年（昭和29年）8月1日 |
| 津田沼四丁目（新設） | 大字久々田                   | 字本郷                       | 1954年（昭和29年）8月1日 |
| 津田沼四丁目（新設） | 大字久々田                   | 字前田                       | 1954年（昭和29年）8月1日 |
| 津田沼四丁目（新設） | 大字久々田                   | 字下川                       | 1954年（昭和29年）8月1日 |
| 津田沼四丁目（新設） | 大字久々田                   | 字宮田                       | 1954年（昭和29年）8月1日 |
| 津田沼五丁目（新設） | 大字久々田                   | 字東大作                     | 1954年（昭和29年）8月1日 |
| 津田沼五丁目（新設） | 大字久々田                   | 字下川                       | 1954年（昭和29年）8月1日 |
| 津田沼五丁目（新設） | 大字久々田                   | 字北樋ノ口                   | 1954年（昭和29年）8月1日 |
| 津田沼五丁目（新設） | 大字久々田                   | 字宮田                       | 1954年（昭和29年）8月1日 |
| 津田沼五丁目（新設） | 大字久々田                   | 字下宿                       | 1954年（昭和29年）8月1日 |
| 津田沼五丁目（新設） | 大字久々田                   | 字丸田                       | 1954年（昭和29年）8月1日 |
| 津田沼六丁目（新設） | 大字久々田                   | 字北樋ノ口                   | 1954年（昭和29年）8月1日 |
| 津田沼六丁目（新設） | 大字久々田                   | 字南樋ノ口（全部）           | 1954年（昭和29年）8月1日 |
| 津田沼六丁目（新設） | 大字久々田                   | 字下宿                       | 1954年（昭和29年）8月1日 |
| 津田沼七丁目（新設） | 大字久々田                   | 字西大作                     | 1954年（昭和29年）8月1日 |
| 津田沼七丁目（新設） | 大字久々田                   | 字東大作                     | 1954年（昭和29年）8月1日 |
| 津田沼七丁目（新設） | 大字久々田                   | 字下宿                       | 1954年（昭和29年）8月1日 |
| 津田沼七丁目（新設） | 大字久々田                   | 字丸田                       | 1954年（昭和29年）8月1日 |
| 津田沼七丁目（新設） | 大字久々田                   | 字浜宿（全部）               | 1954年（昭和29年）8月1日 |
| 津田沼八丁目（新設） | 大字久々田                   | 字境田（全部）               | 1954年（昭和29年）8月1日 |
| 津田沼八丁目（新設） | 大字久々田                   | 字曲目（全部）               | 1954年（昭和29年）8月1日 |
| 津田沼八丁目（新設） | 大字久々田                   | 字中谷原（全部）             | 1954年（昭和29年）8月1日 |
| 津田沼八丁目（新設） | 大字久々田                   | 字東宮ノ腰                   | 1954年（昭和29年）8月1日 |
| 津田沼八丁目（新設） | 大字久々田                   | 字西宮ノ腰                   | 1954年（昭和29年）8月1日 |
| 津田沼八丁目（新設） | 大字久々田                   | 字伊保田                     | 1954年（昭和29年）8月1日 |

#### 町域の再編
1977年（昭和52年）に以下の通り、町域の再編が実施された。
| 変更後                   | 変更前                     | 変更日             |
| 町丁                     | 町丁（特記なければ各一部） | 変更日             |
| ------------------------ | -------------------------- | ------------------ |
| 津田沼二丁目（町域再編） | 津田沼二丁目               | 1977年（昭和52年） |
| 津田沼二丁目（町域再編） | 谷津町六丁目               | 1977年（昭和52年） |
| 津田沼二丁目（町域再編） | 谷津町七丁目               | 1977年（昭和52年） |
| 津田沼三丁目（町域再編） | 津田沼二丁目               | 1977年（昭和52年） |
| 津田沼三丁目（町域再編） | 津田沼三丁目               | 1977年（昭和52年） |
| 津田沼三丁目（町域再編） | 津田沼八丁目（全部）       | 1977年（昭和52年） |
| 津田沼三丁目（町域再編） | 鷺沼町五丁目（全部）       | 1977年（昭和52年） |
| 津田沼四丁目（町域再編） | 津田沼四丁目               | 1977年（昭和52年） |
| 津田沼四丁目（町域再編） | 津田沼五丁目               | 1977年（昭和52年） |
| 津田沼五丁目（町域再編） | 津田沼三丁目               | 1977年（昭和52年） |
| 津田沼五丁目（町域再編） | 津田沼四丁目               | 1977年（昭和52年） |
| 津田沼五丁目（町域再編） | 津田沼五丁目               | 1977年（昭和52年） |
| 津田沼五丁目（町域再編） | 津田沼六丁目               | 1977年（昭和52年） |
| 津田沼五丁目（町域再編） | 鷺沼町一丁目               | 1977年（昭和52年） |
| 津田沼六丁目（町域再編） | 津田沼五丁目               | 1977年（昭和52年） |
| 津田沼六丁目（町域再編） | 津田沼六丁目               | 1977年（昭和52年） |
| 津田沼六丁目（町域再編） | 鷺沼町一丁目               | 1977年（昭和52年） |
| 津田沼七丁目（町域再編） | 津田沼四丁目               | 1977年（昭和52年） |
| 津田沼七丁目（町域再編） | 津田沼五丁目               | 1977年（昭和52年） |
| 津田沼七丁目（町域再編） | 津田沼七丁目               | 1977年（昭和52年） |
| 津田沼七丁目（町域再編） | 谷津町四丁目               | 1977年（昭和52年） |

## 歴史

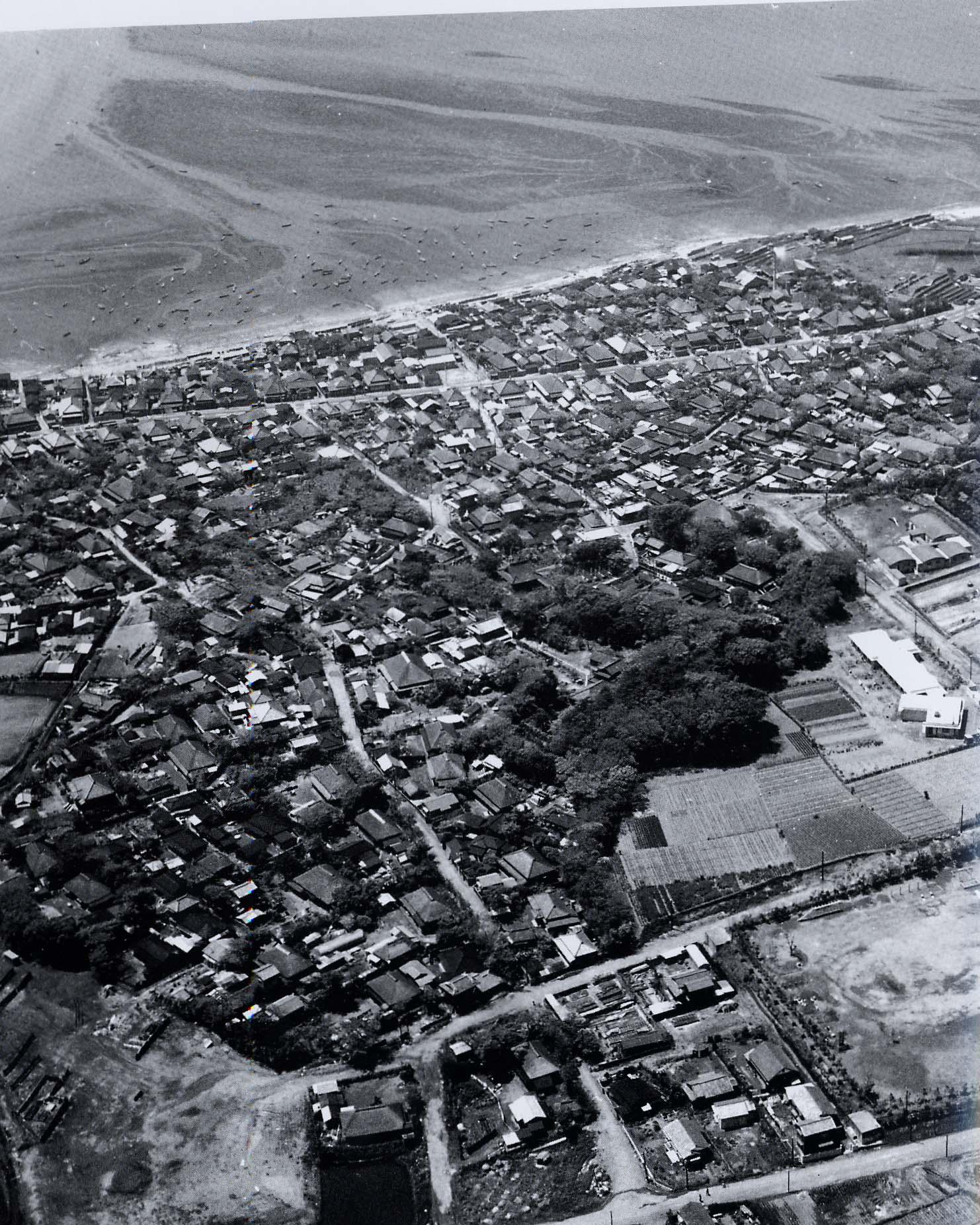
京成津田沼駅周辺（昭和30年代）

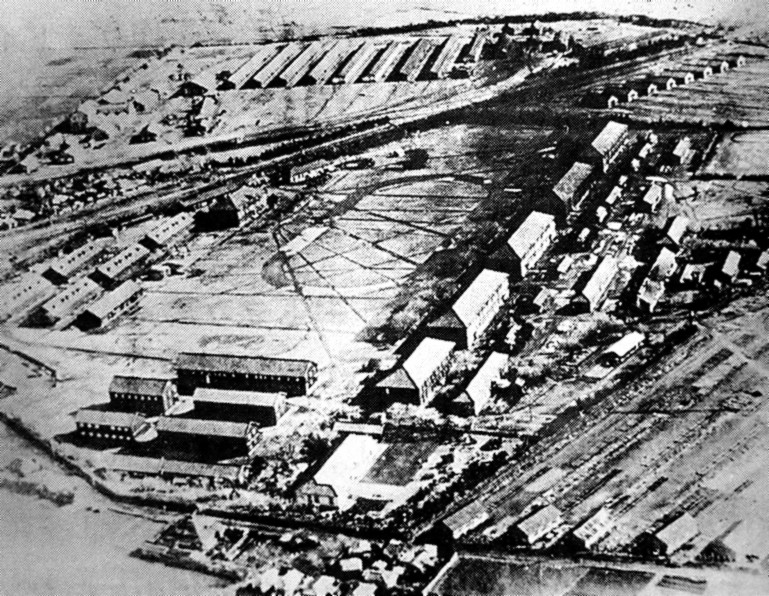
戦前、津田沼駅付近にあった鉄道第二連隊。斜めに走る総武本線をはさんだ手前（南側）は連隊本部などで現在の千葉工業大学ほか。奥（北側）は工場などで現在の京成松戸線新津田沼駅のほか、整備工場は戦後京成電鉄の津田沼第二工場や千葉県立千葉工業高等学校などに利用された。

この地名は1889年（明治22年）に町村制施行に伴い谷津村、久々田（読み方くくだ、くぐた）村、鷺沼村、藤崎村、大久保新田の旧来からの5ヶ村が合併したことに由来し、中核となった谷津、久々田、鷺沼の3ヶ村から一文字ずつ取ったものである。これによって津田沼町の前身の津田沼村が成立した。これらの前身5ヶ村は、下総台地に古くから成立した多くの村落と同様に、下総台地に発達した樹枝状の浸食谷、すなわち谷津田の谷底を水田として開発して成立したものであった。谷津村、鷺沼村はそれぞれ一つの小規模な谷津田を単位としており、久々田村は菊田川河谷に形成された谷津田の下流部に、藤崎村はその中流部に成立した村であった。菊田川河谷の最上流部に成立した村は田喜野井新田であったが、これは明治時代の合併で二宮村となり、その後船橋市に編入されている。最後に大久保新田であるが、これは今日千葉市の幕張の中核となった馬加村と同じ浜田川河谷の最上流部に形成された村であった。
伝統的にそれぞれの村においては谷津田の水田における稲作と、それを取り巻く台地の縁辺部の畑における畑作を組み合わせた農業が営まれ、さらに東京湾に発達した干潟では、船橋漁民の独占的な魚漁が行われたため、専業の漁業は発達しなかったが、農業の片手間の潮干狩り的な貝漁が行われ、ハマグリやアサリなどを産した。海岸には下総台地の縁辺部が迫っており海食崖を成し、その足元の海岸線との間の狭い平地には房総往還=千葉街道（今日の国道14号）が通っていた。ここに小規模な宿場も形成されていたことが、久々田村の小字に浜宿、鷺沼村には上宿と下宿があったことから知られる。
近代になると、久々田地区は北総内陸部と江戸内湾の物資の集散地として栄え、薪炭・肥料・米穀などを扱う商店が軒を連ねた。1921年（大正10年）、京成電鉄の開通に伴い、京成津田沼駅ができると、駅から海岸に至る商店街が発展し久々田地区の市街地化が進んだ。また、大久保新田は隣接する習志野原の陸軍施設との結びつきを強め、現在の京成大久保駅の北側で市街地化が進行した。津田沼駅も習志野原への玄関となり、駅前商店街が形成されたがその殆どが隣接する二宮町（現船橋市）に属する。
しかし、1907年（明治40年）に駅に隣接する谷津・久々田地区北部に鉄道連隊が転営し、1918年（大正7年）に鉄道第二連隊となると「津田沼」は鉄道連隊の町として知られるようになった。一方谷津の地先干潟では塩田開発が行われたが、大正期の台風被害で操業停止となり、跡地に遊園地（谷津遊園）が成立し、久々田、鷺沼の地先干潟の潮干狩り・海水浴とともに東京からの行楽地として有名になっていったほか、京成線の谷津遊園駅（から花輪駅にかけて）の北側台地は、療養地、別荘地として開発が進んだ。また地盤のしっかりした砂質干潟は日本の黎明期の航空産業の滑走路としても利用され、鷺沼の海岸沿いに伊藤音次郎の伊藤飛行機研究所など、飛行機やその関連部品の工場やパイロットや整備士を養成する学校などが立ち並んだ（移転元の稲毛海岸も含めて、いわゆる本来の「袖ヶ浦」で、当海岸埋立地に残る習志野市袖ヶ浦の名はそこに由来する）。
谷津の塩田跡地のうち干潟の部分は、昭和放水路計画のため大蔵省の所有地となったため、1960年代以降の千葉県企業庁による埋め立てを免れ、今日の鳥獣保護区谷津干潟成立の伏線となった。また戦後海苔の人工培養技術に基づく養殖技術が成立すると、津田沼の半農半漁の漁業を行っていた人々の間で率先してこの技術が導入され、海苔の養殖も大規模に行われるようになった。
1954年（昭和29年）に津田沼町が千葉市の一部（旧幕張町の北部）を編入して習志野市が成立すると、谷津と鷺沼の2ヶ村の名称は習志野市の行政区画として存続したが、久々田はそれ自体行政区画名としては存続せず、旧久々田村の区域が習志野市の行政区画の津田沼町とされた。「久々田」の地名は、飲食店組合やアパートの名称、それと「久々田公園」にその名を残すのみである。また、「菊田」の名前も京成津田沼駅近くの菊田神社、菊田公民館及び今では殆どが暗渠化してはいるが、菊田川にその名が残る。

### 商業施設による競争の激化

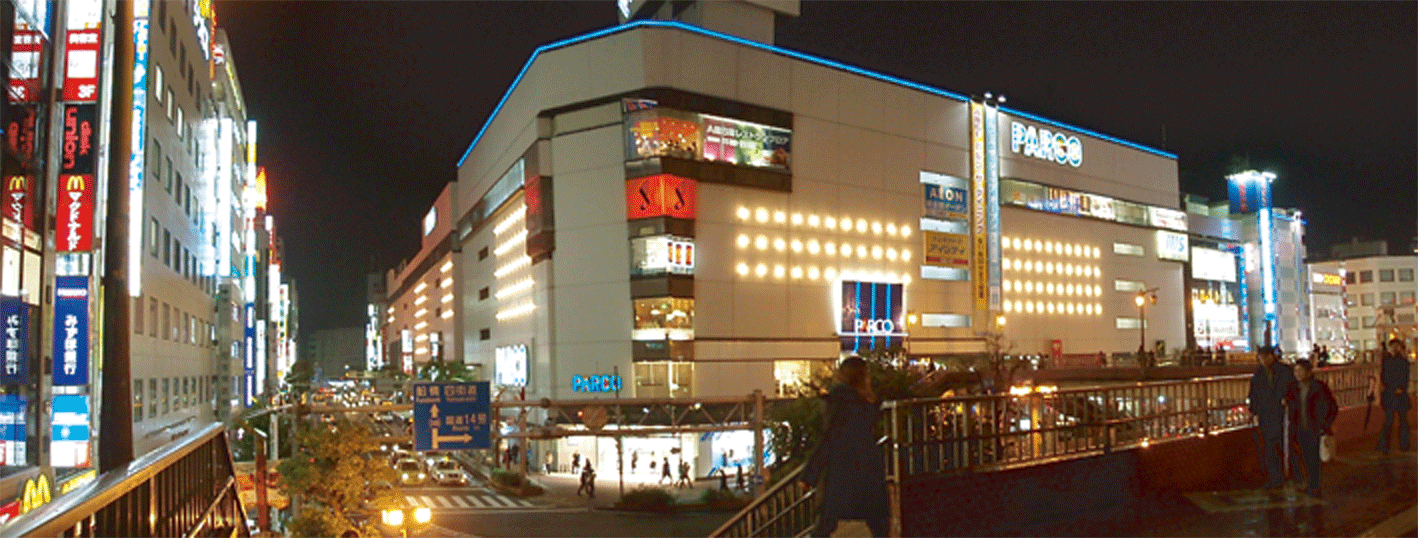
津田沼駅北側のデッキより、津田沼パルコを望む（2007年2月撮影）

1976年（昭和51年）から1978年（昭和53年）にかけて、国鉄（現・JR東日本）津田沼駅周辺に大型店の進出が相次ぎ、北口のイトーヨーカドー津田沼店、津田沼パルコと西友津田沼店の二館体制の「西武津田沼ショッピングセンター」、南口のダイエー津田沼店（「サンペデック」）との間で競争が激化し、当時のメディア等で「津田沼戦争」と表現をされていた。

#### 激化した競争と相次ぐ撤退
1946年（昭和21年）4月に創業した津田沼駅北口の文具店・峰文堂が1966年（昭和41年）6月に三宝ショッピング株式会社を設立。1967年（昭和42年）10月21日、北口に地下1階地上4階の寄合百貨店として「サンポーショッピングセンター」が開業。サンポーの3階と4階のテナントには扇屋津田沼店（後の扇屋ジャスコ）がテナントとして出店。

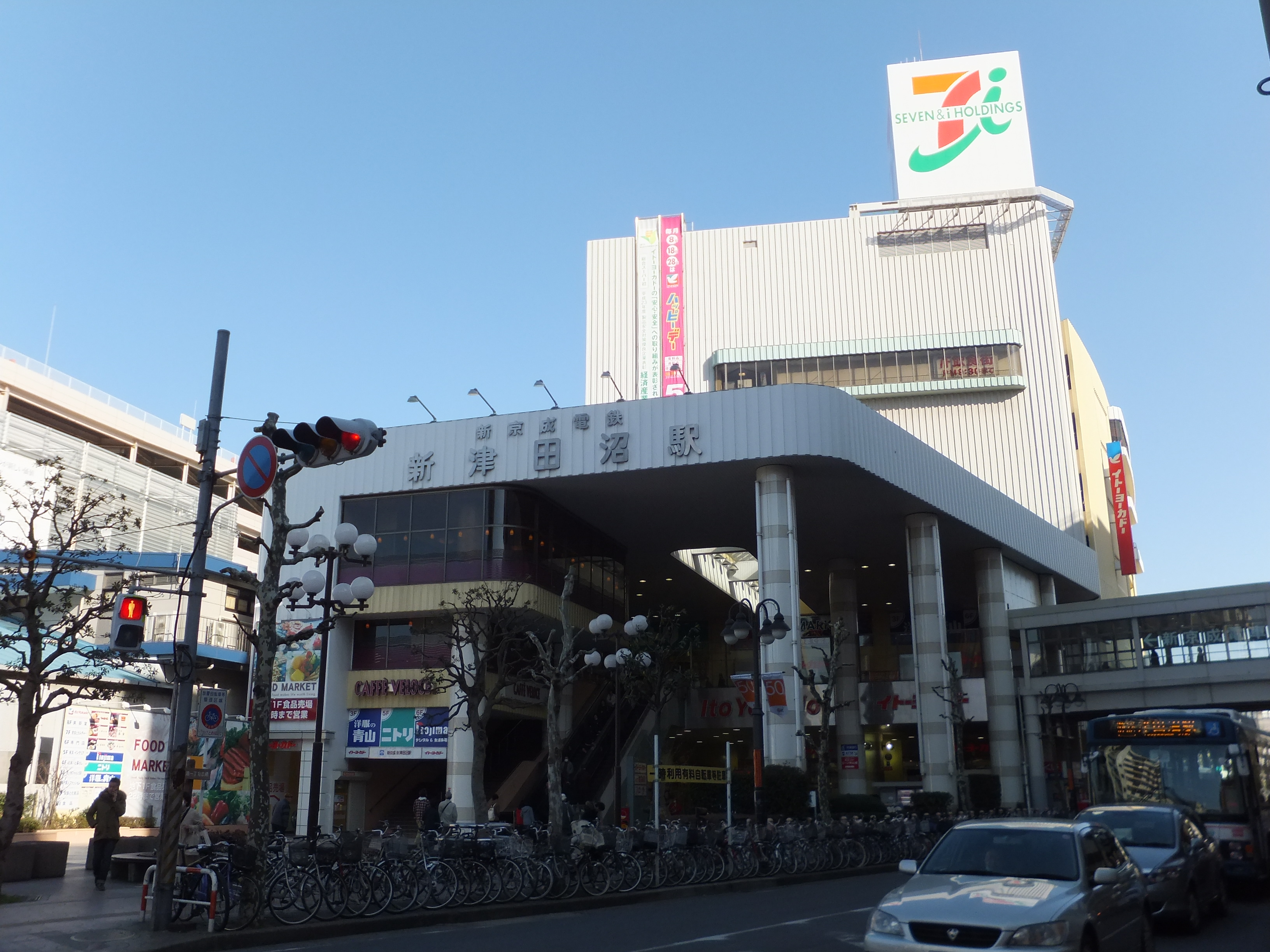
イトーヨーカドー津田沼店

1976年（昭和51年）には、長崎屋津田沼店が開店。
1977年（昭和52年）7月1日、津田沼駅北口駅前の区画整理事業により、パルコと西友二館の西武津田沼ショッピングセンターが開業。11月には、新京成電鉄新京成線（現・京成松戸線）新津田沼駅ビルにイトーヨーカドー津田沼店が開店。
1978年（昭和53年）2月には、イトーヨーカドー津田沼店の向かい側に丸井津田沼店が開店。10月には、南口にダイエーと津田沼髙島屋を核テナントに迎えたサンペデックが開業。
津田沼駅前には、西友、パルコ、丸井、高島屋、ダイエー、イトーヨーカ堂、長崎屋などといった大手流通業界の店舗が揃い、1978年（昭和53年）を中心に、新聞・雑誌に「津田沼戦争」「戦場にかける橋」（総武線上をかけただけでなく、当地にあった鉄道連隊もかけたと見られている） 、「津田沼も戦国時代」という見出しが現れた。
サンポーは、テナントの扇屋ジャスコが1978年（昭和53年）2月に撤退するも、入居していたテナント75店舗は売上が好調だった。しかし、周囲の区画整理事業の事情等が重なり、サンポーは1978年7月に閉館した。閉館後に取り壊され、ダイアパレス津田沼となっている。
イトーヨーカドーと目と鼻の先にあった長崎屋は、わずか2年余りの1978年（昭和53年）で撤退し、1979年（昭和54年）3月には大塚家具のショールームとなった。
髙島屋は百貨店として規模が小さく、2駅先の船橋駅前には船橋西武と東武百貨店船橋店といった百貨店が立地。1981年にはららぽーとが開業し、さらにはららぽーと内にそごうが出店するなど、周辺商圏の激しい競合に耐えられず、業績不振により開店から10年目にあたる1988年（昭和63年）8月に撤退。
西友も、1985年（昭和60年）11月に全フロアから地下の食品売場に売り場縮小し事実上閉店。跡地は津田沼パルコレッツ館（後の津田沼パルコB館）に業態転換した。

#### 1990年代以降

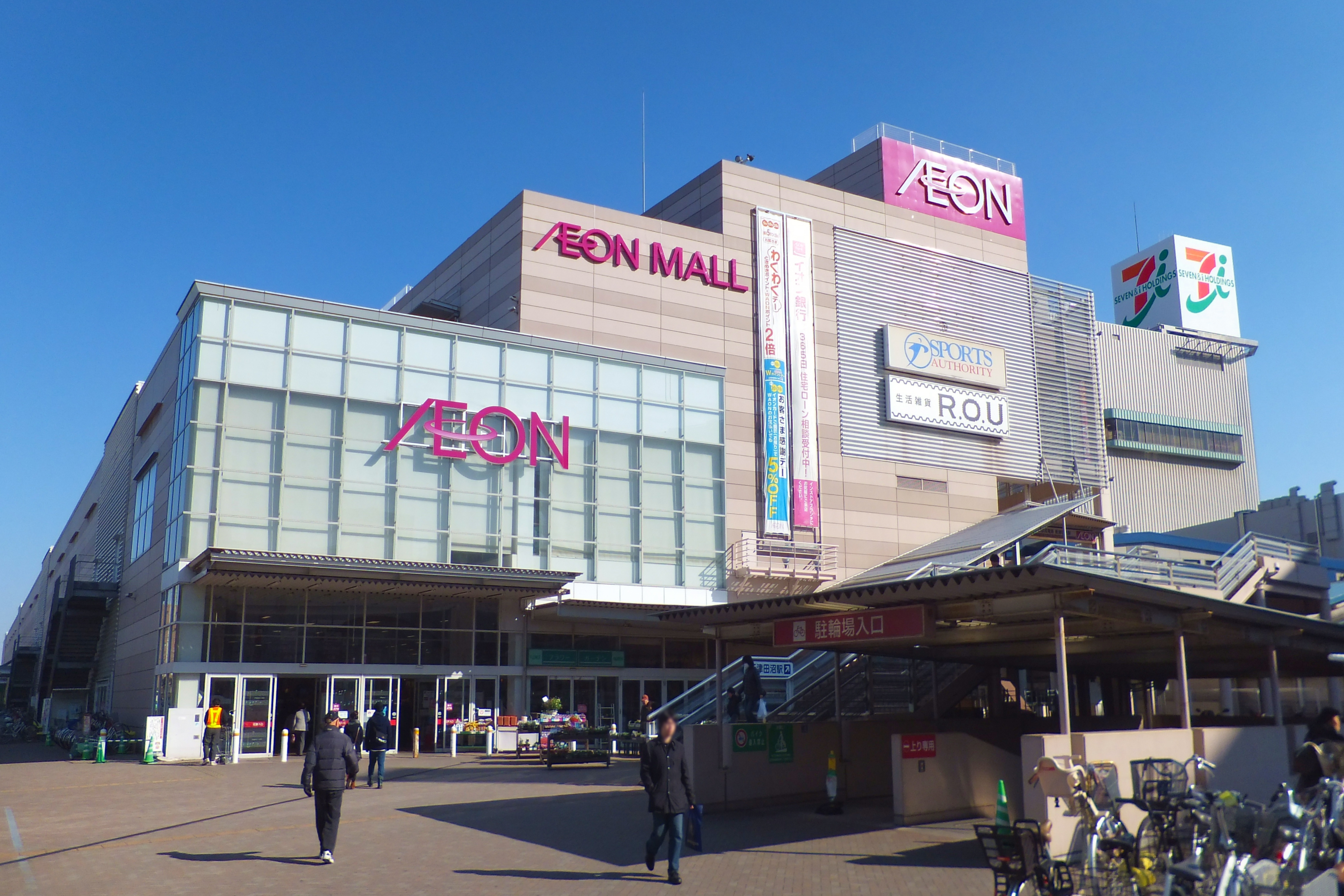
左：イオンモール津田沼
右：イトーヨーカドー津田沼店

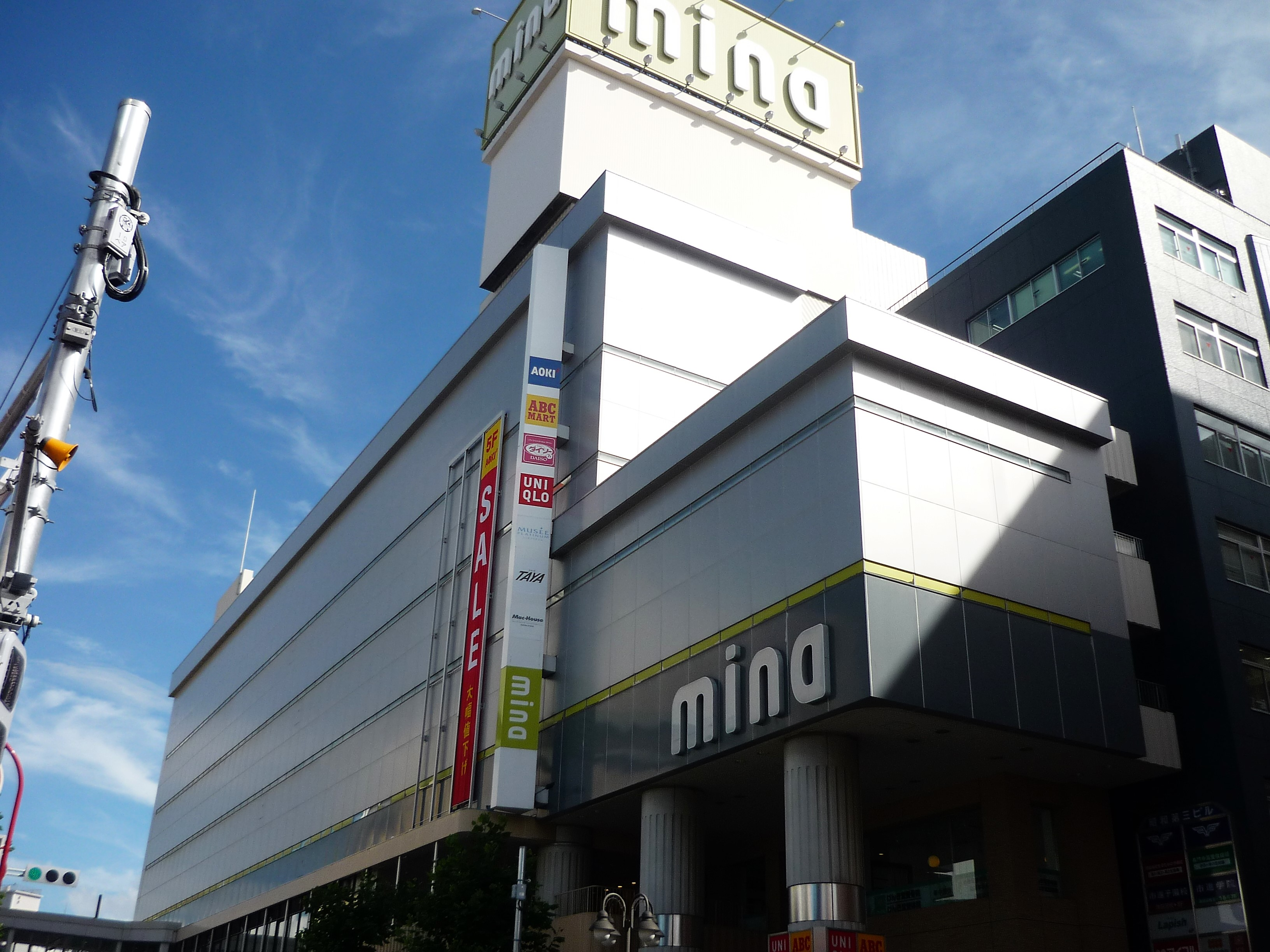
ミーナ津田沼

その後、ダイエーは高島屋の店舗跡にディスカウントストア「エキゾチックタウン」（業態の中身は「バンドール」）をオープンさせ、スポーツ用品や家電などを幅広く扱い、広範囲から集客する。やがて津田沼周辺が発展していくにつれ、価格競争も次第に収拾していった。価格競争に生き残った両店は、1990年代前半にはダイエー津田沼店、イトーヨーカドー津田沼店ともに当時全国で一、二を争う売り上げ規模にまで成長したが、ダイエーは急速に業績が悪化し、2002年にはエキゾチックタウンが閉店。その後、当時ダイエーが目指していたCVC（カテゴリーバリュセンター；直営または外部企業による専門店化）を具体化させるためにリニューアルオープンさせた。
2003年、新津田沼駅北側にイオンがジャスコ津田沼店を核店舗とする大型店イオン津田沼ショッピングセンター（現在のイオンモール津田沼）をオープンさせた。これはサンポーとともに扇屋ジャスコ津田沼店を閉店して以来のオープンとなった。
新京成電鉄新京成線（現・京成松戸線）の線路を挟んでジャスコとイトーヨーカドーが、東日本旅客鉄道（JR東日本）の線路をはさんでダイエーが立ち並んだ。その後、ダイエーの産業再生機構による経営再建の一環により、ダイエー津田沼店は2005年11月30日をもって27年間の営業に終止符を打ち閉店したる。
北口にあった丸井は、2007年（平成19年）2月12日に閉店し、同年11月にユニクロがキーテナントのミーナ津田沼が同じ場所にオープンした。
ダイエーの閉店以降、大部分が空きテナントとなっていたサンペデックは、日本生命が野村不動産系私募ファンドへ売却後、イオンをはじめとし、TSUTAYA、ヤマダ電機LABI、マクドナルド、ブックオフ等様々なテナントが入った「モリシア津田沼」として2008年（平成20年）3月13日にリニューアルオープンした。
2011年（平成23年）3月1日にはイオン津田沼ショッピングセンターの核店舗がジャスコ津田沼店からイオン津田沼店へ変更され、同年11月21日にはイオン津田沼ショッピングセンターからイオンモール津田沼へ名称が変更された。
モリシア津田沼の向かいにある大規模土地区画整理事業「奏の杜プロジェクト」用地の一角に2013年（平成25年）4月、ベルクを中心とした新たな商業施設「奏の杜forte（フォルテ）」が開業した。
1977年（昭和52年）の西友津田沼店の開業から、パルコ地下1階で40年営業してきた西友津田沼パルコ店も、2017年（平成29年）1月31日をもって閉店。跡地は生鮮食品中心の商業施設「つだぬマルシェ」となった。
2017年（平成29年）8月31日、モリシア津田沼に入居していたイオンモリシア津田沼店が閉店。ダイエーに営業権を移譲し、9月5日にダイエーモリシア津田沼店として、約12年ぶりに津田沼、及び同施設へ再進出することとなった。これにより再び新京成電鉄新京成線（現・京成松戸線）の線路を挟んでイオンとイトーヨーカ堂、東日本旅客鉄道（JR東日本）の線路を挟んでダイエーという構図が復活した。ただし、ダイエー自体が2015年（平成27年）1月1日付でイオンの完全子会社となっており、ダイエーモリシア店もイオン系店舗の一形態である「イオンフードスタイル」の看板を掲げている点が以前とは異なっている。
2023年（令和5年）2月28日をもって、津田沼パルコが閉店。2023年3月16日には津田沼パルコB館の建物を使用したショッピングセンター「Viit」が開業、同年10月25日にはベイシアが初のSC内店舗となる「Beisia Foods Park 津田沼ビート店」を出店した。
2024年（令和6年）9月29日をもって、イトーヨーカドー津田沼店が閉店。同社親会社のセブン&アイ・ホールディングスは朝日新聞の取材に対し「収益性を検討した結果」とコメントしている。
2024年（令和6年）10月、イトーヨーカドー津田沼店の跡地（津田沼12番外ビル）を所有していた新京成電鉄の親会社である京成電鉄はイオンとの間で資本業務提携を締結した。津田沼12番街ビルは今後京成グループが改修を行った上でイオンリテールがイオンモール津田沼と共に一体的に運営することを明らかにしている。
一方、2025年（令和7年）3月にJR津田沼駅南口再開発計画による建て替えの関係でモリシア津田沼の閉館が予定されている。

## 地価
住宅地の地価は、2017年（平成29年）の公示地価によれば、津田沼1-7-15の地点で27万7000円/m2となっている。
習志野市内で最も地価が高い。

## 世帯数と人口
2024年（令和6年）11月30日現在の世帯数と人口は以下の通りである。
| 丁目         | 世帯数    | 人口     |
| ------------ | --------- | -------- |
| 津田沼一丁目 | 795世帯   | 1,259人  |
| 津田沼二丁目 | 1,706世帯 | 3,282人  |
| 津田沼三丁目 | 2,156世帯 | 3,853人  |
| 津田沼四丁目 | 790世帯   | 1,340人  |
| 津田沼五丁目 | 1,126世帯 | 2,055人  |
| 津田沼六丁目 | 891世帯   | 1,741人  |
| 津田沼七丁目 | 1,307世帯 | 2,474人  |
| 計           | 8,771世帯 | 16.004人 |

## 小・中学校の学区
市立小・中学校に通う場合、学区は以下の通りとなる。
| 丁目         | 番地           | 小学校                   | 中学校               |
| ------------ | -------------- | ------------------------ | -------------------- |
| 津田沼一丁目 | 全域           | 習志野市立藤崎小学校     | 習志野市立第五中学校 |
| 津田沼二丁目 | 全域           | 習志野市立津田沼小学校   | 習志野市立第五中学校 |
| 津田沼三丁目 | 1～12番        | 習志野市立津田沼小学校   | 習志野市立第五中学校 |
| 津田沼三丁目 | 13～23番       | 習志野市立藤崎小学校     | 習志野市立第五中学校 |
| 津田沼四丁目 | 全域           | 習志野市立津田沼小学校   | 習志野市立第五中学校 |
| 津田沼五丁目 | 全域           | 習志野市立津田沼小学校   | 習志野市立第五中学校 |
| 津田沼六丁目 | 4～14番        | 習志野市立津田沼小学校   | 習志野市立第五中学校 |
| 津田沼六丁目 | 1番            | 習志野市立袖ヶ浦東小学校 | 習志野市立第三中学校 |
| 津田沼六丁目 | 2番・3番       | 習志野市立袖ヶ浦西小学校 | 習志野市立第三中学校 |
| 津田沼七丁目 | 1番・2番・18番 | 習志野市立袖ヶ浦西小学校 | 習志野市立第三中学校 |
| 津田沼七丁目 | 3番～17番      | 習志野市立津田沼小学校   | 習志野市立第五中学校 |

## 産業
- 白鳥製薬 - 現在も習志野市に本拠を置く製薬会社。創業の地は、本来の津田沼（つまり久々田）である。現在も工場が存在。
- 白鳥製粉 - 京成津田沼駅から海方向に伸びる「ワイガヤ通り」に本社工場が存在。オーストラリア・タスマニア産のソバ粉を日本に定着させた存在として有名[39][注釈 8] 。

## 交通

### 鉄道
- 津田沼駅 - 駅は船橋市との境界上に位置し、北口商店街の大部分は船橋市前原西に属する。
- 京成津田沼駅
- 新津田沼駅

過去には新京成電鉄の藤崎台駅（廃駅）が所在した。前原駅から京成津田沼駅の間の経路は、開通以来3度も変遷した。なお「藤崎台」とは習志野市藤崎ではなく、船橋市前原の小字名であった。
また、京葉線新木場駅から新浦安駅までを複々線化し、新浦安駅駅から総武線船橋駅を経て津田沼駅に至る「総武線・京葉線接続新線」計画があるが、具体化の兆しはない。

### バス
- 京成バス習志野出張所 - 現在も津田沼とかかわりが深いが、一時期、船橋市前原の津田沼十字路の辺りに車庫があった。

## ゆかりの人物
- 仲代達矢 - 幼少時津田沼に住み、父は京成バスの運転手であったことを公表している[40]。

## 津田沼が登場する作品
- 阪妻プロ - 谷津海岸に撮影スタジオがあり、津田沼近辺もロケ地として使われた。跡地が後の谷津遊園になる。
- カメレオン - 漫画作品。新津田沼駅前が度々登場する。
- でじぱら - 漫画作品。津田沼地区を舞台とする場面が度々登場する。
- ツマヌダ格闘街 - 漫画作品。津田沼地区をモデルとした「妻沼田市」が舞台。
- つっぱり亭津田沼 - 劇団ひとりが初期に演じたツッパリ落語家の団員（キャラクター）。ちなみに劇団ひとりこと、川島省吾は近隣の幕張出身である。